# Браун (округ, Вісконсин)
Шаблон:StateAbbr_ 44°29′ пн. ш. 87°59′ зх. д. / 44.48° пн. ш. 87.99° зх. д.
Бра́ун (англ. Brown County) — округ (графство) у штаті Вісконсин. Ідентифікатор округу 55009.

## Історія
Округ утворений 1818 року.

## Демографія
За даними перепису 2000 року
загальне населення округу становило 226 778 осіб, зокрема міського населення було 190 202, а сільського — 36 576. Серед них чоловіків — 112 763, а жінок — 114 015. В окрузі було 87295 домогосподарств, 57 539 родин, які мешкали в 90 199 будинках.
Середній розмір родини становив 3,08.
Віковий розподіл населення поданий у таблиці:
| Стать    | До 15 років | 15-21 | 22-29 | 30-39 | 40-49 | 50-65 | 65-85 | Понад 85 |
| -------- | ----------- | ----- | ----- | ----- | ----- | ----- | ----- | -------- |
| Чоловіки | 25131       | 12133 | 13321 | 19120 | 18070 | 15237 | 8861  | 890      |
| Жінки    | 24009       | 11894 | 12321 | 18148 | 17676 | 15504 | 12020 | 2443     |

## Суміжні округи
- Оконто — північ
- Кевоні — схід
- Манітовок — південний схід
- Калумет — південний захід
- Автаґемі — захід
- Шавано — північний захід

## Виноски
1. ↑  U.S. Decennial Census. United States Census Bureau. Архів оригіналу за 26 квітня 2015. Процитовано 2 серпня 2015.
2. ↑  Historical Census Browser. University of Virginia Library. Архів оригіналу за 11 серпня 2012. Процитовано 2 серпня 2015.
3. ↑  Forstall, Richard L., ред. (27 березня 1995). Population of Counties by Decennial Census: 1900 to 1990. United States Census Bureau. Архів оригіналу за 18 липня 2015. Процитовано 2 серпня 2015.
4. ↑  Census 2000 PHC-T-4. Ranking Tables for Counties: 1990 and 2000 (PDF). United States Census Bureau. 2 квітня 2001. Архів оригіналу (PDF) за 18 грудня 2014. Процитовано 2 серпня 2015.
5. ↑  State & County QuickFacts. United States Census Bureau. Архів оригіналу за 7 липня 2011. Процитовано 17 січня 2014. [Архівовано 2011-06-06 у Wayback Machine.](англ.) Наведено за англійською вікіпедією.
6. ↑  American FactFinder. Бюро перепису населення США. Архів оригіналу за 26 лютого 2012. Процитовано 31 січня 2008. [Архівовано 2008-05-21 у Wayback Machine.]

| США | Це незавершена стаття з географії США. Ви можете допомогти проєкту, виправивши або дописавши її. |